# Lomec
Lomec – wieś i gmina w Czechach, w powiecie Klatovy, w kraju pilzneńskim. Według danych z dnia 1 stycznia 2013 liczyła 129 mieszkańców.